# Upper Saxondale
Upper Saxondale – osada w Anglii, w hrabstwie Nottinghamshire. Leży 10 km od miasta Nottingham. W 2018 miejscowość liczyła 906 mieszkańców.